# هيلين دويتش (محللة نفسية)
هيلين دويتش (بالإنجليزية: Helene Deutsch)‏ (1884 – 1982) هي محللة نفسية بولندية وزميلة سيغموند فرويد. أسست معهد فيينا للتحليل النفسي. في عام 1935، ذهبت إلى كامبريدج، ماساتشوستس، حيث حافظت على الممارسة. كانت دويتش واحدة من أوائل المحللين النفسيين المتخصصين في النساء. كانت زميلة في الأكاديمية الأمريكية للفنون والعلوم.
هيلين دويتش (1884 - 1982) كانت من أوائل الطالبات لدى فرويد من النساء، وكانت أول محللة تقوم بدراسة متكاملة مرتبة ترتيبًا زمنيًا عن تطور النمو النفسي للمرأة. وبإيجاز، تزعم دويتش أن النساء لديهن نزعه جنسية سادية سلبية (ماسوشية)، وبأنهن ولدن من أجل عملية التكاثر ويتعين النظر إلى تطورهن بوصفه يختلف عن تطور الذكور.
وتعتقد دويتش أن تطور النساء صعب ومضطرب للغاية، لأنه في مرحلة ما يتعين عليها تغيير الموضوع الجنسي الرئيسي الخاص بها من والدتها إلى والدها (والذكور)، إذا أرادت أن تصل لمرحلة البلوغ غيرية الجنس المتوقعة بالنسبة لها. ووفقًا لدويتش، تلوم الفتاة والدها وليست والدتها بسبب عدم امتلاكها لعضو ذكري؛ وبالتالي تتوقف عن التماثل مع والدها وصفات الرجولة. وبسبب تلك العلاقة مع والدها، فهي تنمي أوهامًا عن رغبة جنسية لتعرضها للاغتصاب. وإلى هذا الحد فإن وهم الاغتصاب من الأوهام الشائعة وهو غير مرضي، ويمثل الجزء الرئيسي من المشاعر الجنسية لدى الإناث. وفي الوقت نفسه، فإن الفتاة تتماثل مع والدتها من خلال الرغبة في «المرحلة الشرجية». وعندما تعترف بفشلها، تتراجع إلى المرحلة ما قبل التناسلية: وهي الرغبة المبكرة في (الفالوس) البظر النشط. وتسود التوترات السادية لدى الفتاة وتتوق إلى أن يتم استئصال الغدد التناسلية على يد والدها. وتصبح الرغبة في الحصول على طفل سادية أيضًا.

## الطفولة والتعليم
ولدت هيلين دويتش في برزيميل، ثم في التقسيم البولندي في غاليسيا النمساوية، لأبوين يهوديين (فيلهلم وريجينا روزنباخ*)، كانت أصغر أربعة أطفال من أخواتها: مالفينا، وجيزيلا وشقيقها إميل.على الرغم من أن والد دويتش كان لديه تعليم ألماني، إلا أن هيلين دويتش التحقت بمدارس خاصة باللغة البولندية. في أواخر القرن الثامن عشر، تم تقسيم بولندا من قبل روسيا وبروسيا والنمسا. نشأت هيلين في زمن نشأت فيه القومية البولندية والإبداع الفني. ونتيجة لذلك، تعاطفت هيلين مع أعمال فريديريك شوبان، والأدب البولندي، مصرة على هويتها الوطنية البولندية.

## شخصية «كأن»
تُعدّ شخصية «كأن» المفهوم السريري الأهم الذي قدمته دويتش، ومن خلال هذا المفهوم حددت أصل قدرة النساء الخاصة على التماهي مع الآخرين. أشارت دويتش إلى الشخصيات الفصامانية التي «تبدو طبيعية إلى حد ما لأنها استطاعت أن تستبدل «بالاتصالات الزائفة» متعددة الأنواع الاتصالات الشعورية الحقيقية مع الآخرين، وتتصرف «كأن» علاقاتها مع الآخرين عاطفية». وعلى نحو أوسع، رأت دويتش أن «الشخص «البارد عمومًا» الذي يتجنب العواطف تمامًا إلى حد ما ... ربما يتعلم إخفاء نواقصه والتصرف «كأن» مشاعره واتصالاته بالآخرين حقيقية».
اقتُرح أن «ميل هيلين إلى الحب من خلال التماهي مع الموضوع، ثم تجربة الخيانة في هذا الحب، والانتقال إلى الموضوع التالي ... [هو] ما استكشفته هيلين ذاتها في دراستها شخصية «كأن». كتبت ليزا أبيغنانيسي أن «مذكراتها تُشعر المرء بأنها اختبرت وجودها كله على أنه «كأن»، فقد عاشت حياتها كأنها اشتراكية حين تماهت مع ليبرمان، وكأنها زوجة تقليدية حين عاشت مع فيلكس، وكأنها أم، وكأنها محللة نفسية حين تماهت مع فرويد».

## عن النساء
أصبحت هيلين دويتش التي ذاع صيتها من خلال كتاباتها عن الجنسانية الأنثوية، محط انتقاد ومغالطات في الدوائر النسوية، وشُوه اسمها بارتباطها بفرويد «المعادي للنساء» إذ اتهمت بأنها تلميذته الخاضعة. في 1925، أصبحت دويتش أول محللة نفسية تنشر كتابًا عن المرأة، ووفقًا لبول روزان، فإن الاهتمام الذي أبدته هي وكارين هورني بهذا الموضوع دفع فرويد، الذي لم يرغب في التخلف عن الركب، إلى كتابة مقالات عن المرأة. في مقالته المنشورة عام 1931 عن «الجنسانية الأنثوية»، كتب فرويد موافقًا أحدث ورقة بحثية نشرتها هيلين دويتش، عن المازوخية الأنثوية وعلاقتها بالبرود الجنسي عام 1930، أشارت فيها أيضًا إلى النشاط القضيبي للفتاة وشدة ارتباطها بأمها.
في 1944 و1945، نشرت دويتش عملها المكون من مجلدين علم نفس المرأة عن التطور النفسي للأنثى ... يدرس المجلد الأول الطفولة والبلوغ والمراهقة. يدرس المجلد الثاني الأمومة في جوانب متعددة، بما في ذلك التبني والأمهات العازبات وزوجات الأب. وجدت الآراء السائدة أن المجلد الأول كتاب حساس جدًا كتبه محلل نفسي متمرس .. والمجلد الثاني له القيمة ذاتها. يمكن القول إن تعظيم دويتش الأمومة أكسبها شعبية كبيرة في فترة «العودة إلى البيت» في خمسينيات القرن العشرين وهو ذاته ما أطلق رد الفعل النسوي ضدها في العقود اللاحقة إذ عدتها النسويات مدافعة رجعية عن المازوخية الأنثوية، تردد تعاليم تصور المرأة على أنها رجل فاشل وخادمة وضيعة حاسدة للرجل.
سمح الوقت برؤية فرويد والنسوية ودويتش بمنظار ما بعد النسوية، وإدراك أن كتابها الأساسي غني برؤى حساسة للمشكلات التي تواجه النساء في مراحل حياتهن كلها. يزعم البعض أن لدويتش اهتمامات مهيمنة في حياتها تشبه اهتمامات النساء اللاتي شاركن في الموجة العظيمة الثانية من النسوية في سبعينيات القرن العشرين: التمرد المبكر .. النضال من أجل الاستقلال والتعليم ... التعارض بين متطلبات المهنة والأسرة، التناقض بشأن الأمومة الانقسام بين الهويتين الأنثويتين الجنسية والأمومية. وعلى نحو مشابه، نرى أن انشغالات دويتش النفسية تمحورت حول اللحظات الرئيسية في الحياة الأنثوية: الحيض وفض البكارة والجماع والحمل والعقم والولادة والرضاعة وعلاقة الأم بالطفل وانقطاع الطمث ... وهي الأجندة الأساسية لأي مجلة نسائية معاصرة، وقد ساعدت كتاباتها إلى حد ما في خلق تلك الأجندة.

## عن الحمل
في أبريل 1912 تزوجت هيلين من فيلكس دويتش. بعد اندلاع الحرب العالمية الأولى، تعرضت هيلين لأولى حالات الإجهاض المتعددة. في كتابها علم نفس المرأة ناقشت هيلين مفهوم الإجهاض التلقائي والإجهاض الناتج من عوامل نفسية ووجود عامل حاسم هو رفض المرأة الحامل اللاواعي التماهي مع والدتها. روت هيلين قصة امرأة تعاني من صعوبة في إتمام حمل طفل، اسمها المستعار السيدة سميث، كتبت هيلين أن السيدة سميث كانت أصغر أخوتها في عائلة كبيرة، وكانت خيبة أمل والدتها في كونها أنثى واضحة. وجدت السيدة سميث العزاء في الحب العميق لوالدها وأختها الكبرى. عندما تزوجت وأرادت إنجاب طفل، واجهت السيدة سميث صعوبة في التوفيق بين رغبتها في الإنجاب ورفض التماهي مع والدتها. بلغ الخوف ذروته عندما ولدت السيدة سميث طفلًا ميتًا قبل شهر واحد من موعد إنجابه.
قصة السيدة سميث مماثلة لقصة هيلين، ويبدو أنها روت قصتها من خلال هذا الشخصية الوهمية. من خلال قصة السيدة سميث، تدعي هيلين أن الحمل الناجح ممكن حين توجد علاقة حب بين الأم وابنتها، ما يؤهل الابنة لتصبح أمًا بسلاسة. تُحل مشكلة السيدة سميث عندما تتماهى مع صديقتها الحامل ووالدتها. كتبت هيلين أن والدة الصديقة -بخلاف والدة السيدة سميث- مليئة بالدفء الأمومي وقد منحته للسيدة سميث ولابنتها. سمح هذا الحب الأمومي لهيلين أن تصبح أمًا. وفقًا لهيلين، فإن العلاقة الصحية بين الأم وابنتها مهمة لحصول حمل صحي، إلا أن القدرة على الاعتماد على صديقة تكون بمثابة أخت بديلة للمرأة الحامل كانت بنفس القدر من الأهمية. تعززت هذه الفكرة عندما حملت السيدة سميث وصديقتها مرة أخرى في نفس الوقت تقريبًا. هذه المرة، لم تكن السيدة سميث قلقة بشأن الحمل، ولكنها أجهضت عندما انتقلت صديقتها. كان التشخيص -وفقًا لهيلين- أن السيدة سميث تعاني من «فرط إثارة الرحم». لذا لا يمكنها تحقيق حمل ناجح إلا من خلال الاعتماد على امرأة أخرى.

## فرويد وما بعده
في 1916، طلبت دويتش الانضمام إلى اجتماعات الأربعاء التي كان يعقدها فرويد في جمعية التحليل النفسي في فيينا. ولقبولها، اشتُرط على هيلين التعليق على ورقة لو أندرياس سالومي «المهبلي والشرجي».
في عام 1919، تحت إشراف فرويد، بدأت دويتش في تطبيق التحليل النفسي على أول مريض لها، فيكتور تاوسك، وفي نفس الوقت كان فرويد يطبق التحليل النفسي على هيلين. وبعد ثلاثة أشهر، بناءً على طلب فرويد، أنهت دويتش جلسات تاوسك. وخلال جلساتها مع فرويد، ذكرت دويتش أنها «أُغرمت بفرويد». وغالبًا ما شعرت بأنها ابنة فرويد، مدعية أن فرويد ألهمها وأطلق مواهبها. ومع ذلك، قالت دويتش إن فرويد كان يميل إلى التركيز «كثيرًا على تماهيها مع والدها» وعلاقتها مع ليبرمان. في أحد جلسات التحليل مع فرويد، حلمت دويتش أنها تمتلك أعضاء أنثوية وذكرية. ومن خلال تحليل فرويد، اكتشفت أن شخصيتها تحددت إلى حد كبير من خلال «رغبتها في الطفولة في أن تكون أجمل ابنة لوالدها وأذكى ابن له في الوقت نفسه». بعد عام واحد، أنهى فرويد جلسات التحليل النفسي لدويتش، وبدأ العمل مع الرجل الذئب. كانت هيلين طبيبة سريرية لامعة، وقفت في وجه فرويد ونجحت في مخالفته عندما «اختلفت معه بشأن مرضاها».

## الأعمال
- الأعصاب وأنواع الشخصيات، مطبعة الجامعات الدولية، 1965، ردمك 0-8236-3560-0.
- بعض مشكلات المراهقة، مطبعة الجامعات الدولية، 1967، ردمك 0-8236-6040-0.
- دراسة تحليلية نفسية لأسطورة ديونيسوس وأبولو، 1969، ردمك 0-8236-4975-X.
- المواجهات مع نفسي، نورتون، 1973، ردمك 978-0-393-07472-7.
- العملية العلاجية، وعلم النفس للإناث، 1992.

## وصلات خارجية
- هيلين دويتش على موقع مونزينجر (الألمانية)